# 国宝南迁
国宝南迁是指1930年代初至1940年代末，因躲避战火，中国国宝级别的文物自北平故宫博物院辗转南下的过程。而最后运往台湾的文物，则是其中最为精华的部分。目前多收于台北国立故宫博物院。

## 历史
1931年，九一八事变爆发后，日军遂南下华北，北平同故宫内的文物处境危在旦夕。国民政府提出要抢运国宝，但各方看法不同。国民党元老张继主张迁往西安，故宫博物院院长易培基主张转至上海，而北平百姓则以或公开抗议或威胁的方式反对文物南迁。最终故宫内文物克服重重阻力，分三路南下，最终均迁往四川境内。中國抗日戰爭胜利后，国宝迁至南京。1946年，第二次国共内战爆发。1948年12月22日，国军海军登陆舰“中鼎号”装载着712箱精心挑选的文物起航驶向台湾。1962年至今仍有2211箱（10万余件）故宫文物存放在南京博物院朝天宫库房。

## 紀念
- 重慶故宮文物南遷紀念館
- 乐山故宫文物南迁史料陈列馆

## 相關影視作品
- 《國寶奇旅》，2019年中國大陸電視劇，講述了故宮文物避戰流離的故事。

## 解
1. ↑  1928年6月－1937年11月，北京被更名「北平」；1937年12月－1945年7月，北平被復名「北京」；1945年8月－1949年9月，北京被復名「北平」；1949年10月，北平被復名「北京」，並沿用至今。